# Ramal Los Lagos-Riñihue
El ramal Los Lagos-Riñihue es una línea de ferrocarril construida en la región de Los Ríos, Chile, que unió la línea principal del ferrocarril Longitudinal Sur con la localidad de Riñihue. 
Originalmente conocido como el proyecto «Ferrocarril Trasandino San Martín», también conocido como vía Pirihuaico, fue concebido como una ruta interoceánica de trocha métrica (1,00 m) destinada a conectar la comuna de Los Lagos, en la Región de Los Ríos, Chile, con la ciudad argentina de San Martín de los Andes.
Sin embargo, el proyecto no fue completado llegó solo hasta Riñihue, el ramal fue levantado en 1975 y actualmente solo quedan algunos elementos arquitectónicos en pie.

## Historia

### SigloXX
La concesión original fue otorgada mediante decreto del 12 de abril de 1905, ampliada posteriormente por los decretos de 17 de mayo de 1905, 10 de julio de 1906 y 10 de agosto de 1907. Inicialmente, el proyecto fue impulsado por la Sociedad Comercial Ganadera General San Martín y más tarde continuado por una nueva sociedad. La Compañía San Martín fomentó el desarrollo de rutas intermodales con vapores y caminos habilitados para el transporte de mercancías y pasajeros, mitigando la interrupción causada por la discontinuidad ferroviaria.
El trazado contemplaba unir Chile con Argentina pasando por los lagos Riñihue, Panguipulli, Pirihuaico, Lácar y el paso Huahum. La ruta aspiraba a constituirse en una alternativa eficiente al cruce cordillerano, con un punto máximo de altitud de solo 650 metros sobre el nivel del mar, sin túneles significativos y con gradientes moderadas, en contraste con otros pasos andinos como Lonquimay, Pucón o Antuco.
Según estimaciones, la ruta Bahía Blanca–Neuquén–Huahum–Valdivia, vía San Martín de los Andes, constituía la opción más corta para unir el océano Atlántico con el Pacífico, con 1.137 km de extensión, en comparación con rutas alternativas vía Riegolil (1.280 km) o Manuil Malal (1.200 km). Este trabajo incluía añadir un tecer riel entre el tramo Los Lagos Valdivia para permitir el tránsito de las locomotoras de trocha métrica en la red de trocha ancha. En su recorrido por territorio chileno, el ferrocarril atravesaba zonas ricas en madera y terrenos aptos para la agricultura y ganadería.
El proyecto del Ferrocarril Trasandino San Martín contemplaba un trazado dividido en seis secciones, de las cuales solo la primera fue construida y puesta en operación en territorio chileno. El trayecto estaba complementado por servicios de navegación en los lagos Riñihue, Pirihuaico y Lácar, caminos públicos interlacustres, y un proyecto de continuidad ferroviaria hasta el límite fronterizo en Huahum.
La primera sección de la línea partía en la estación Los Lagos —antiguamente denominada Collilelfú— a 44 km de Valdivia. Se extendía 40 kilómetros hacia el oriente hasta llegar al lago Riñihue, ascendiendo durante los primeros 34 km, para luego descender con una gradiente de 2,4%.
La segunda sección proyectada, de 24 kilómetros, debía bordear la ribera sur del lago Riñihue hasta el puerto de Huechulafquén, requiriendo escasas obras de ingeniería, como pequeños puentes y alcantarillas. La tercera sección, de 35 kilómetros, conectaría Enco con el lago Pirihuaico a través del valle del río Fuy, superando un desnivel de 40 metros mediante gradientes moderadas, aunque en algunos tramos se evaluaba la necesidad de modificar el diseño original para evitar pendientes excesivas. La cuarta sección, de 25 kilómetros, bordeaba el lago Pirihuaico por su ribera sur, enfrentando mayores dificultades topográficas en los últimos kilómetros debido a lo escarpado del terreno, lo que exigía la construcción de túneles cortos y viaductos.
La quinta sección, de 16 kilómetros, debía unir Pirihuaico con el lago Lácar a través del valle del río Huahum, con un trazado mayoritariamente plano y una gradiente suave de apenas 0,337 %, incluyendo un puente principal de 40 metros de largo. Finalmente, la sexta sección, con una extensión estimada de 32 kilómetros, permitiría la conexión desde el lago Lácar hasta San Martín de los Andes, atravesando zonas de mayor complejidad en la quebrada de Lluco antes de llegar a los llanos de Quinalhue y Trompul.

#### Construcción

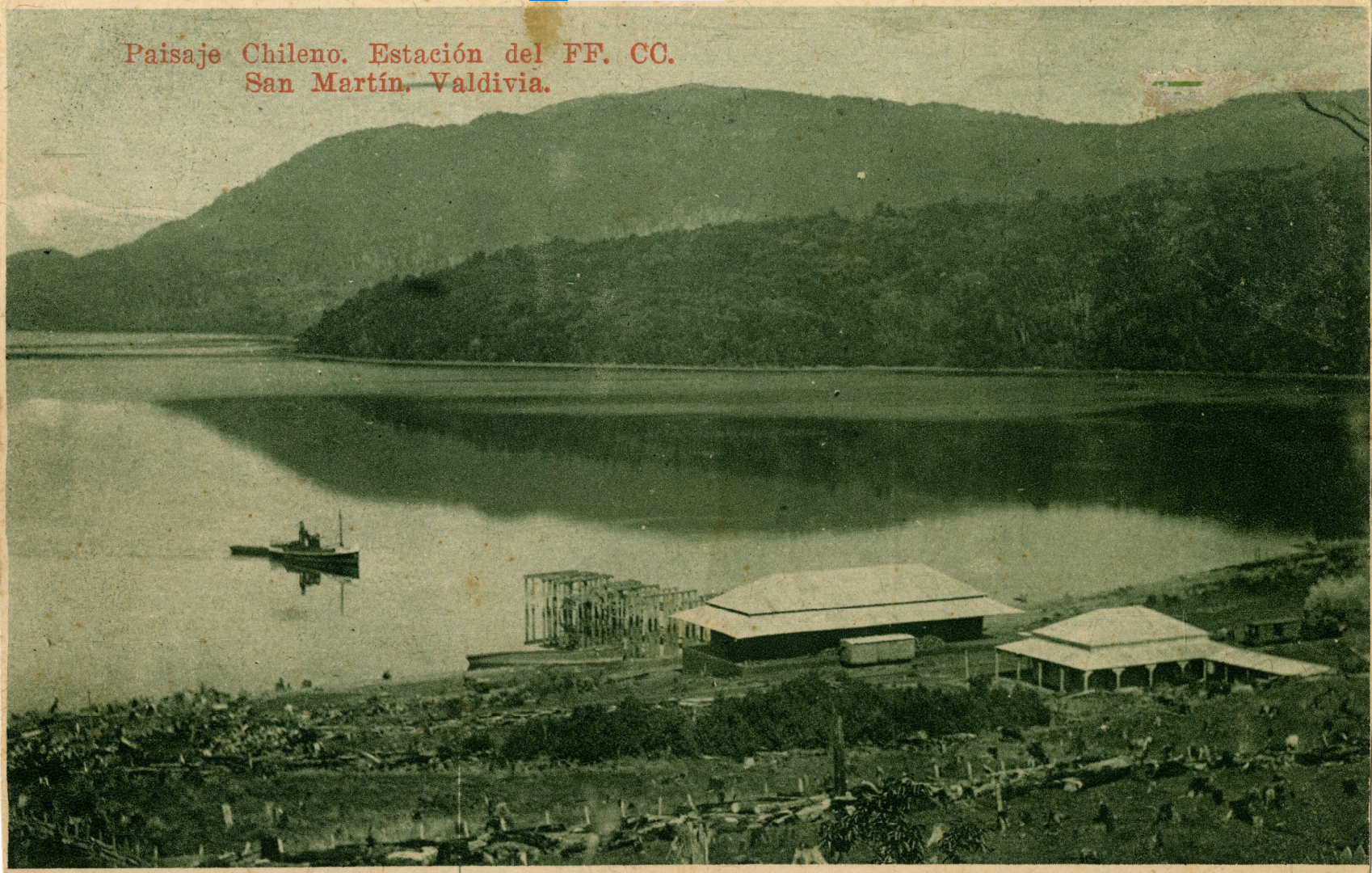
Estación Riñihue (c. 1917).

Con el plan ya diseñado, es en 1909 se inauguraron los primeros 30 kilómetros de vía hasta la estación Huidif. Esta etapa incluyó la construcción de puentes sobre los ríos Collilelfu y Quinchilca, y la importación de locomotoras alemanas Borsig y Hanomag, además del vapor "Riñihue" para navegación en el lago homónimo.
Sin embargo, el aumento de los costos —triplicando las estimaciones iniciales—, la falta de experiencia técnica en zonas húmedas templadas y las dificultades financieras obligaron a la compañía a ofrecer la línea incompleta al Estado chileno, cuya compra fue finalmente rechazada en 1911 por razones de viabilidad económica. Pese a ello, hacia 1916 se logró completar el tramo hasta el lago Riñihue, incluyendo la operación del vapor y la movilización de madera a través de una barcaza. El ferrocarril fue operado posteriormente por la Sociedad Anónima Trasandino San Martín, y aunque nunca se extendió más allá del lago Riñihue, logró sostener un flujo comercial estable.

#### Operaciones
Durante los años 1920 y 1930, el tráfico ferroviario osciló en torno a las 20.000 toneladas anuales, mayoritariamente madera, mientras que el tráfico de pasajeros se estimó en aproximadamente 6.000 a 7.500 viajes al año.
En 1936, la línea Los Lagos–Riñihue fue ofrecida al Estado, lo que marcó el abandono del proyecto internacional. La transferencia a la Empresa de los Ferrocarriles del Estado se formalizó en 1937 y se concretó en 1942. En 1940 operaban cinco trenes de pasajeros semanales, con un tiempo de viaje de 2,5 horas por sentido.
Un análisis detallado de 1956 mostró que el ramal operaba con pérdidas significativas. Los gastos operacionales superaban los ingresos en más de cinco veces (563%), incluso excluyendo costos administrativos. Este estudio también señaló que la línea tenía una dotación excesiva de personal de vía, debido al mal estado de las instalaciones.
En 1962 se aprueba por ley nueve cruces peatonales para el ramal, pero estos fueron suprimidos en 1985.

#### Declive y clausura
A pesar de su utilidad relativa en transporte de pasajeros, el tráfico de carga decayó drásticamente tras el terremoto de 1960 y la mejora de la red vial regional. El servicio fue oficialmente clausurado en 1975 durante la dictadura militar, como parte de un proceso de racionalización de los servicios ferroviarios deficitarios. Y en la dpecada de 1980 fue desmantelado.

## Infraestructura

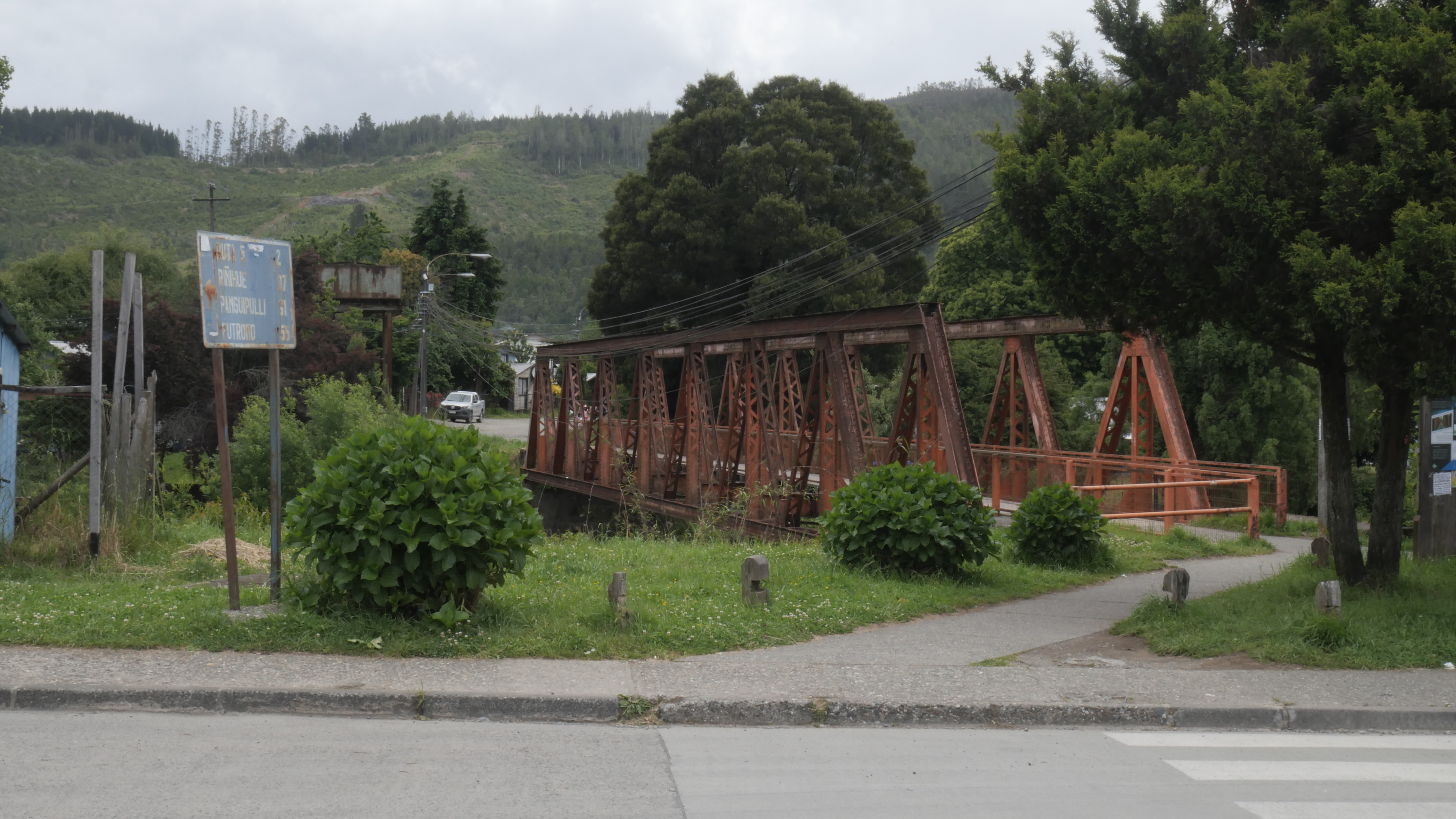
Puente collilelfu (2024).

Según Santiago Marín Vicuña el ferrocarril Trasandino San Martín presentó una serie de características técnicas que reflejan tanto su diseño adaptado a la geografía cordillerana como su carácter intermodal. Su longitud operativa alcanzaba los 40 kilómetros en territorio chileno, con una trocha métrica de 1,00 metro, estándar utilizado en varios ferrocarriles de montaña por su maniobrabilidad en terrenos complejos. El radio mínimo de curvatura era de 150 metros, lo que permitía adaptarse a las irregularidades del relieve sin comprometer la estabilidad de los convoyes. La gradiente máxima del trazado alcanzaba un 2,4 %, valor considerable para una línea férrea de carga y pasajeros, pero viable dadas las pendientes naturales de la zona. Por último, el peso de los rieles utilizados era de 20 kilogramos por metro lineal, adecuado para el tipo de tránsito previsto en esta vía de carácter regional e internacional.
Pese a su cierre, aún subsisten elementos visibles del antiguo ferrocarril: el puente sobre el río Collilelfu en Los Lagos ahora sirve como pasarela peatonal; algunos estribos de puentes y andenes de carga se encuentran en pie en Huidif; y el edificio de la estación Collilelfu fue declarado monumento histórico. En Riñihue aún puede verse el casco de la antigua estación y el nomenclador original. La locomotora tipo R Rogers N.º 3087 está preservada en el museo ferroviario del Parque Quinta Normal en Santiago.

### Material rodante
El material rodante inicial incluía tres locomotoras —dos Borsig 0-6-0T de 24 toneladas y una Hanomag 0-4-0WT de 16 toneladas—, además de una decena de carros planos, un coche bodega y dos coches de pasajeros.

### Estaciones
Para 1916, las estaciones eran las siguientes:
| Nombre             | Kilómetraje | Notas |
| ------------------ | ----------- | --- |
| Los Lagos          | 0           | Estación parte de la red longitudinal sur |
| Collilelfu         | 0,6         | Construida como estación cabecera del ramal e inaugurada en 1907. Dejó de estar operativa para antes de 1963. Declarada monumento histórico nacional en 2013. |
| Cochuí             | 9           | Construida como estación. |
| Puñaco             | 13          | Construida como paradero. Dejó de estar operativa para antes de 1963.                                                                                         |
| Folilco            | 17          | Construida como estación |
| Punahue            | 21          | Construida como paradero. Inició sus operaciones después de la década de 1930 y dejó de estar operativa para antes de 1963.                                   |
| Santa Julia        | 24          | Construida como paradero. Inició sus operaciones después de la década de 1930.                                                                                |
| Huidif             | 29          | Construida como estación. |
| Piedras Moras      | 35          | Construida como paradero. Inició sus operaciones después de la década de 1930.                                                                                |
| Paradero Huai-Huai | s.i.        | — |
| Riñihue            | 40          | Estación terminal del ferrocarril. |